# Cinque piccoli pezzi per gruppo con titolo
Cinque piccoli pezzi per gruppo con titolo è l'album di debutto degli Aidoru, pubblicato nel 2001.

## Tracce
1. (Silenzio)
2. Zar
3. 80
4. Nero
5. Sputnik